# Автошлях Т 2561
Автошля́х Т 2561 — автомобільний шлях територіального значення у Чернігівській області. Пролягає територією Ріпкинського району через Ріпки — Задеріївку — Радуль. Загальна довжина — 35 км.

## Маршрут
Автошлях проходить через такі населені пункти:
| Автошлях Т 2561      |              |
| Чернігівська область |              |
| Ріпкинський район    |              |
| Ріпки                | E95М01Т 2537 |
| Чудівка              |              |
| Задеріївка           |              |
| Корчев'я             |              |
| Переділ              |              |
| Радуль               |              |